# Leonardo Romay
Leonardo Romay (Montevideo, 29 de abril de 1969) é um ex-futebolista uruguaio que atuava como goleiro.

## Carreira
Leonardo Romay integrou a Seleção Uruguaia de Futebol na Copa América de 1997.